# التحالف البريطاني الياباني

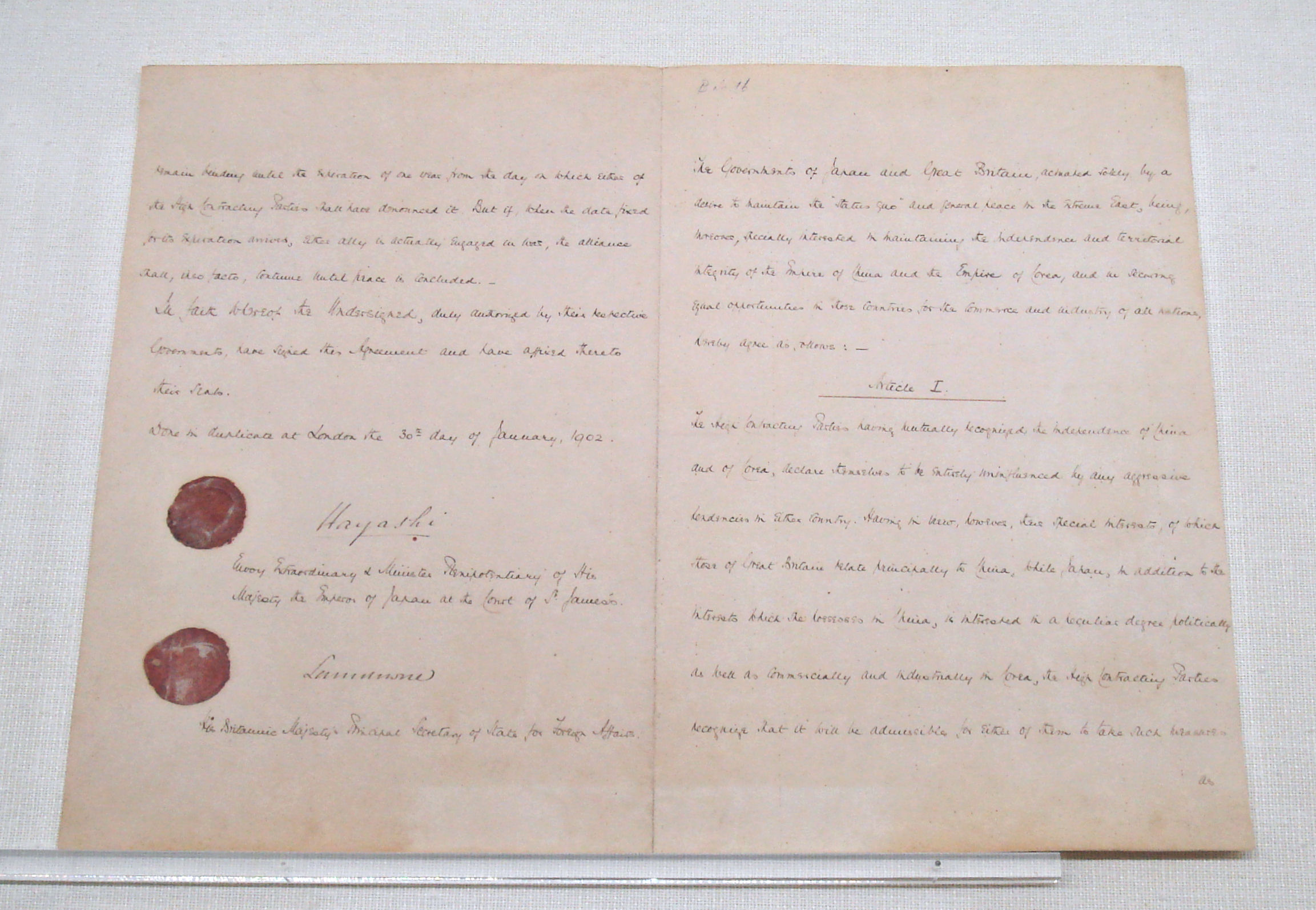

كان التحالف بين بريطانيا واليابان، المُوقع في شهر يناير من عام 1902، أول تحالف أنجلو-ياباني في التاريخ. وقعت معاهدة التحالف في قصر لاندزاون في لندن في 30 يناير 1902 بين وزير الخارجية البريطاني، اللورد لانزداون، والدبلوماسي الياباني هاياشي تاداسو. يعتبر توقيع معاهدة التحالف إنهاءً لسياسية العزلة الرائعة التي كانت تتبعها بريطانيا منذ عام 1885. جُددت معاهدة التحالف الإنجليزي الياباني ووُسع نطاقها مرتين اثنتين، مرة في عام 1905 وأخرى في عام 1911. سقطت المعاهدة في عام 1921، وانتهت بشكل كامل في عام 1923. كانت روسيا تشكل التهديد الرئيسي لكلا البلدين. امتنعت فرنسا عن الانضمام إلى الحرب الروسية اليابانية إلى جانب حليفتها روسيا في عام 1904 خوفًا من تنفيذ بريطانيا لتهديداتها بإشعال حربٍ معها. مع ذلك، أغضبت هذه التهديدات البريطانية الولايات المتحدة وبعض دول الدومينيون المعادية لليابان.

## الدوافع والتحفظات
كان احتمال عقد تحالف بين بريطانيا العظمى واليابان مطروحًا منذ عام 1895، وذلك بعد رفض بريطانيا الانضمامَ إلى الحلف الثلاثي الفرنسي الألماني الروسي ضد الاحتلال الياباني لشبه جزيرة ليادونغ. كان هذا الحدث بمثابة أساسٍ غير مستقر للتحالف بين البلدين، فتعززت العلاقة بينهما مع تقديم بريطانيا الدعم إلى اليابان في مساعيها نحو التحديث وفي جهودها المبذولة لإخماد ثورة الملاكمين. أعربت الصحف ووسائل الإعلام في البلدين عن دعمها لمثل هذا التحالف. في بريطانيا، شكل الصحفيان فرانسيس برينكلي من صحيفة التايمز، والصحفي إدوين أرنولد من صحيفة التلغراف، القوة المحركة لهذا الدعم، أما في اليابان فقد ساهمت الأفكار السياسية لشيغينوبو أوكوما، المؤيد للتحالف الياباني الإنجليزي، في دفع صحيفتي ماينيتشي شيمبون ويوميوري إلى الترويج لهذا التحالف. مهدت معاهدة التجارة والملاحة الأنجلو-يابانية لعام 1894 الطريقَ لبناء علاقات مبنية على الاحترام المتبادل بين البلدين ولتوقيع اتفاقية تحالف مشترك.
كانت معارضة التوسع الروسي القاعدة الأساس التي قام عليها التحالف الإنجليزي الياباني. أصبح هذا الأمر جليًا في أوائل تسعينيات القرن التاسع عشر، وذلك عندما أكد الدبلوماسي البريطاني، سيسيل سبرينغ رايس، أن السبيل الوحيد لمجابهة النفوذ والقوة الروسية في المنطقة يكمن في تضافر العمل بين بريطانيا واليابان. بدأت المفاوضات مع اتباع روسيا لسياسية التوجه نحو الصين، ومع ذلك أبدى كلا البلدين تخفظات على هذا التحول، إذ كانت بريطانيا حذرة بشأن التخلي عن سياساتها القائمة على «العزلة الرائعة»، وكانت بنفس الوقت حذرة من خلق عداوة مع روسيا وغير مستعدة للتصرف وفقًا للمعاهدة في حال هاجمت اليابان الولايات المتحدة الأمريكية. في تلك الفترة، أظهر العديد من السياسيين اليابانيين أملًا في التوصل إلى حل وسط مع روسيا، بما في ذلك هيروبومي إيتو، الشخصية السياسية اليابانية القوية للغاية والذي شغل منصب رئيس وزراء اليابان أربع مرات. كان إيتو يعتقد بأن علاقات الصداقة داخل القارة الآسيوية ستكون أكثر ملائمة للولايات المتحدة الأمريكية التي كانت منزعجة من صعود اليابان كقوة عالمية. علاوة على ذلك، لم تكن بريطانيا حينها راغبة في حماية المصالح اليابانية في كوريا، وبنفس الوقت رفض اليابانيون تقديم الدعم لبريطانيا في الهند.
بدأ الدبلوماسي الياباني هاياشي تاداسو المحادثات مع وزير الخارجية البريطاني، اللورد لانزداون، في شهر يوليو من عام 1901، إلا أنهما اضطرا إلى تأجيلها إلى شهر نوفمبر بسبب انطلاق المناقشات المتعلقة بكوريا والهند. بعد ذلك، طلب هيروبومي إيتو تأجيل المفاوضات في محاولة منه للوصول إلى صلح مع روسيا، دون أن يُكتب لهذه المساعي أيّ نجاح يُذكر. أعربت بريطانيا بعدها عن مخاوفها بشأن الإزدواجية التي تبديها اليابان في علاقاتها الخارجية، فما كان من هاياشي إلّا أن أطلق، على جناح السرعة وفي عام 1902، مفاوضات مع بريطانيا. أنهت هذه المفاوضات سياسة العزلة الرائعة التي كانت تتبعها بريطانيا منذ عام 1885، بعد أن شعرت بالحاجة إلى إقامة تحالف عسكري في وقت السلم. كانت معاهدة التحالف الإنجليزي الياباني الموقعة عام 1902 أول معاهدة تحالف مبنية على أسس المساواة بين الشرق والغرب.